# Simbad el Marino

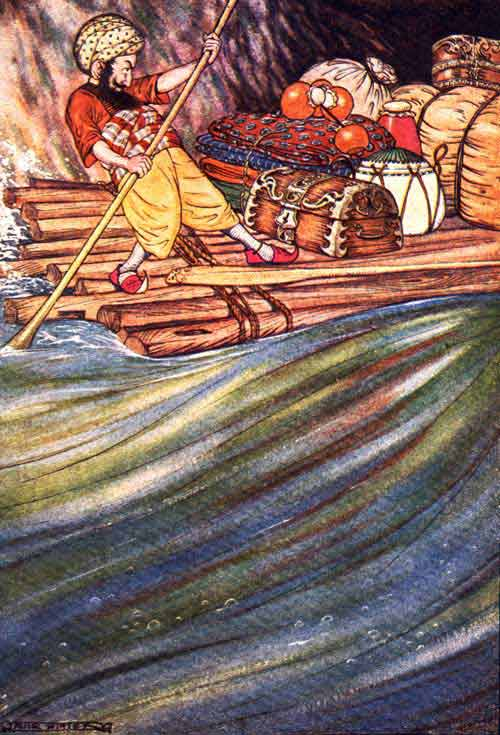
Ilustración sobre el sexto viaje de Simbad el Marino (Milo Winter, 1914)

«Simbad el Marino» (en árabe, سندباد البحري Sindibad al-Bahri) es el nombre de un cuento tradicional árabe originario del Medio Oriente y el de su protagonista, un marinero de Bagdad que vive durante el Califato abasí, en el que se narran los viajes del mismo por el Océano Índico. Es un relato conocido en todo el mundo debido a Las mil y una noches, obra a la que no pertenecía en origen, pero a la que se incorporó entre los siglos XVI y XVII. 
Las historias se basan en parte en experiencias reales de los marineros en todo el Océano Índico, en parte en la antigua poesía (incluyendo la Odisea de Homero y el Panchatantra de Visnú Sharma), y en parte en las colecciones indias y persas de mirabilia. Estas cuentan la fantástica aventura de Simbad durante sus viajes por todo el mar al este de África y el sur de Asia.

## Orígenes
La semilla primigenia de esta compleja narración fue la Historia del marinero náufrago escrita en Egipto alrededor del 2200 a. C. durante el Imperio Antiguo. Luego se vio influida con elementos de la Odisea de Homero, una epopeya griega traducida al árabe ya en el siglo VIII d. C. en la corte del califa al-Mahdi, así como con el Romance de Alejandro (una biografía de Alejandro Magno narrada por un pseudo Callístenes y compuesta a fines del siglo III o a comienzos del siglo IV d. C.). A estos elementos (y muchos otros) se sumaron el Libro de los Animales de Al-Jahiz (siglo IX) y las historias orales referidas por navegantes reales del siglo XIII. También fueron quizás fuente de inspiración las siete navegaciones históricas por el océano Índico en el primer tercio del siglo XV que realizó Zheng He, marino musulmán a sueldo de China, conocido asimismo como Ma Sanbao, quien posiblemente dio nombre al personaje.
Según René Khawam, traductor y crítico libanés, el relato de Los siete viajes de Simbad el marino «sólo fue introducido en las Noches hacia los inicios del siglo XVIII, y con mucha timidez aún, al albur de la fantasía de los copistas», pero la primera vez en que se encuentra asociado a Las mil y una noches es en una colección turca fechada en 1637.
La primera edición impresa en árabe de Las mil y una noches (Calcuta, 1814-1818) lo incluye como un anexo al final del libro, y solo se integra en el esquema de las Noches a partir de la edición egipcia de 1835, pero de un modo resumido y expurgado. Viajó siete veces, viviendo en cada ocasión una aventura más emocionante que la precedente.

## Los cuentos

### El inicio: Simbad, el porteador, y Simbad el Marino
Las mil y una noches, la colección de cuentos en los que se encuentra la historia de Simbad, es uno más de los que narra la hermosa doncella Scheherezade en el mismo periodo de tiempo. Cada cuento tiene el fin de captar el interés del rey Sharyar, para que desee escucharlo a la tarde siguiente, ya que el sultán tenía por costumbre yacer con una virgen cada noche y que la ejecutasen, a la mañana siguiente, convencido de que no podría encontrar una mujer de buena virtud. En la clausura de la noche 283, Scheherezade relata los cuentos de Simbad:
En los días de Harún al-Rashid, califa de Bagdad, un porteador (el que transporta las mercancías por los demás en el mercado y en toda la ciudad) se sienta para descansar en un banco, fuera de la puerta, de una casa de un rico comerciante, donde se queja a Alá de la injusticia de un mundo que permite a los ricos vivir en la facilidad, mientras que él debe trabajar y, sin embargo, sigue siendo pobre. El propietario de la casa le está escuchando, lo llama y ahí se encuentran ambos: Simbad, el rico, y Simbad, el pobre. El rico le cuenta cómo se convirtió, "por Fortuna y Destino", en el curso de siete viajes maravillosos.

### El primer viaje de Simbad el Marino
Después de toda la riqueza de oro que le dejó su padre, Simbad se embarca para buscar fortuna. En su primer viaje se establece en una isla, que resulta ser una gigantesca ballena, en la que los árboles han echado raíces a causa del largo tiempo que ha estado durmiendo en la superficie del mar. La ballena despierta porque los tripulantes han hecho una fogata, por lo que se sumerge en las profundidades y el buque zarpa sin Simbad. Un barril enviado, "por la gracia de Alá", le da la oportunidad de salvarse para llegar a una isla. En donde se lava y en donde, un rey amigo suyo, le nombra capitán de puerto. Un día, su propio buque atraca en el puerto y recupera sus bienes -todavía en el mismo-. El rey le da un rico presente y regresa a Bagdad, haciéndose una promesa que no fue capaz de cumplir, donde reanuda la vida de facilidad y placer. Con el fin de su primer relato, el marino Simbad le regala al cargador Simbad un centenar de piezas de oro y se compromete a darle más, al día siguiente, si vuelve para escuchar su segundo viaje. Simbad, el porteador, vuelve, intrigado con las aventuras de Simbad el Marino, y por necesidad.

### El segundo viaje de Simbad el Marino
Sheherezade, en una hábil treta, interrumpe su cuento cada mañana, dejando al rey en ascuas, con el fin de burlar sus intereses homicidas. En la noche 549 de la obra, se encuentra el segundo día del cuento de Simbad el marino: "poseído por la idea de viajar por el mundo de los hombres y de ver sus ciudades e islas", le cuenta cómo creció su inquietud, ocioso, hasta que se echó de nuevo a la mar. Abandonado accidentalmente por su búsqueda, en una isla desierta y sin alimentos, encuentra un extraño objeto blanco y redondo, que resulta ser un huevo de ave roc. Cuando aparece la madre del huevo, Simbad se amarra a una de sus patas, mientras esta duerme y se va volando con ella. El ave lo deja encallado en un inaccesible valle de serpientes gigantes y más aves roc. 
Bajo ellos, el suelo del valle está alfombrado de diamantes que los comerciantes consiguen apoderarse lanzando enormes trozos de carne a las aves, las cuales vuelven a sus nidos con las piedras preciosas pegadas a la carne. Una vez allí, los hombres las ahuyentan y recogen los diamantes. El astuto Simbad se ata un trozo de carne a la espalda y el ave lo lleva de vuelta al nido, llevándose una bolsa llena de piedras preciosas. Rescatado del nido por los comerciantes, Simbad regresa a Bagdad con una fortuna en diamantes, viendo muchas maravillas en el camino.

### El tercer viaje de Simbad el Marino

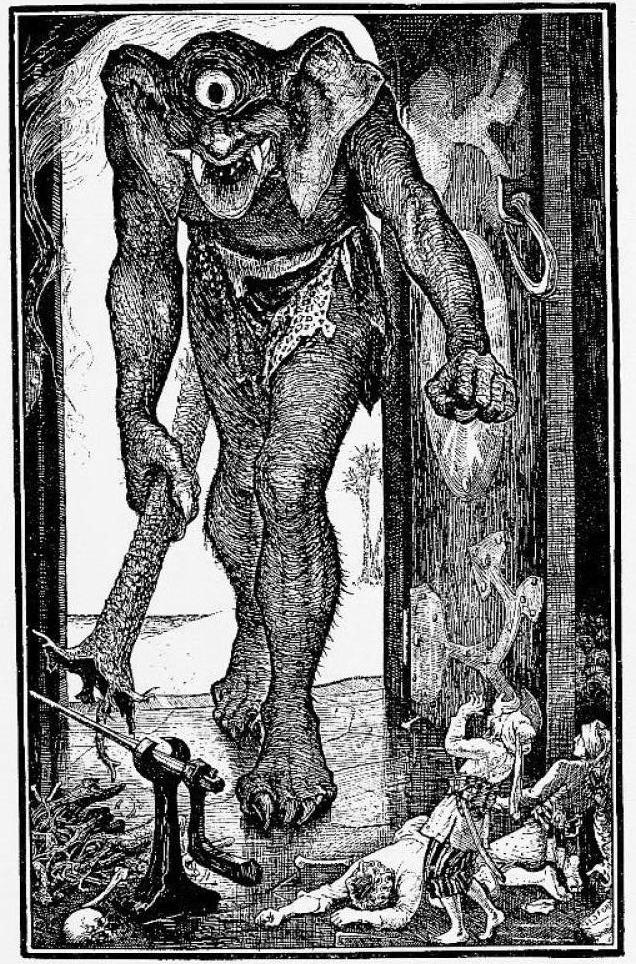
El gigante del tercer viaje, por Henry Justice Ford.

Inquieto y con ganas de viajes y aventuras, Simbad zarpa de nuevo desde Basora. Pero, por casualidad, él y sus compañeros llegan a una isla, donde son capturados por "un enorme gigante con la semejanza de un hombre, de color negro... con los ojos como brasas de fuego, los dientes como colmillos de jabalí y una gran mandíbula como la boca de un pozo. Por otra parte, tiene labios como de camello, colgando hacia abajo hasta su pecho, las orejas caen sobre sus hombros y las uñas de sus manos eran como las garras de un león". Este monstruo empieza a comerse a la tripulación. Simbad idea un plan para cegar al gigante con una estaca en llamas y así, todos pueden escapar. El gigante está claramente inspirado en Polifemo (que al igual que en la mitología griega es cegado con una estaca por Ulises = Simbad). 
Después de nuevas aventuras -entre ellas con una gigantesca pitón, de la cual Simbad escapa gracias a su rápido ingenio-, Simbad regresa más rico que nunca a Bagdad, donde "le di limosna con generosidad a la viuda y el huérfano, a modo de acción de gracias, por mi feliz regreso y se olvidaron todas las penurias, mientras que comía bien y bebía bien y me vestía bien, luego de todo lo que había caído sobre mí y todos los peligros y penurias que había sufrido".

### El cuarto viaje de Simbad el Marino
Impulsado por la inquietud, Simbad se hace a la mar otra vez y, como de costumbre, naufraga. Se encuentra entre salvajes desnudos, caníbales que alimentan a sus presas con una hierba llamada "la mata que mata" que los priva de la razón (similar a los frutos de los lotófagos) y los engorda para la mesa. Simbad se niega a comer las locuras de la inducción de las plantas y, cuando los caníbales han perdido interés en él, se escapa. Una tripulación de recolectores de pimienta lo lleva a una isla, donde el rey se hace su amigo y le da una hermosa mujer como esposa.
Simbad descubre demasiado tarde una peculiar costumbre de esa tierra: cuando uno de los casados muere, el otro es sepultado en vida con sus mejores ropas y joyas más costosas. La esposa de Simbad cae enferma y muere, eso deja a Simbad atrapado dentro de una caverna en una tumba comunal con una jarra de agua y siete piezas de pan. Cuando estos suministros escasos están a punto de agotarse, otra pareja es arrojada a la caverna: el marido muerto y la mujer con vida. Simbad golpeó a la mujer con un hueso hasta causarle la muerte.
Prosiguen funerales similares, pronto Simbad tiene una importante reserva de carne y vino, así como de plata y diamantes, pero no ha podido escapar, hasta que un día un animal salvaje le muestra un pasaje hacia el exterior, muy por encima del mar. Por allí pasaba un buque y lo rescata. Lo llevan de vuelta a Bagdad, donde da limosna a los pobres y reanuda su vida de placer.

### El quinto viaje de Simbad el Marino

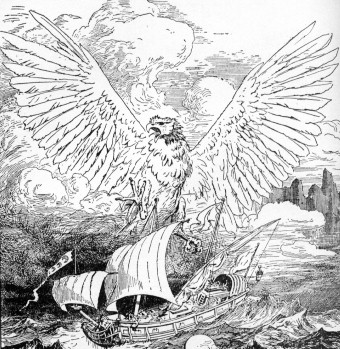
Un roc destrozando el barco de Simbad.

"Cuando yo había estado un tiempo en tierra después de mi cuarto viaje y cuando, en mi comodidad y los placeres llenos de posibilidades y en mi alegría de mis grandes ganancias y beneficios, me había olvidado de todo lo que había padecido de peligros y sufrimientos, el carnal hombre fue cautivado una vez más con el anhelo de viajar y ver a los países extranjeros y las islas". Simbad al poco tiempo se halla en el mar una vez más y cuando pasa por una isla desierta, la tripulación de Simbad encuentra un gigantesco huevo que reconoce como perteneciente a un ave roc. Por curiosidad, los tripulantes desembarcan para ver el huevo, solo para terminar rompiéndolo y utilizando al pollo como comida. Simbad reconoce inmediatamente la locura de su comportamiento y ordena que todos suban a bordo. 
Sin embargo, los padres rocs, enfurecidos, pronto se dan cuenta y tratan de destruir el buque, dejando caer rocas gigantes que portan en sus garras. Naufragando una vez más, Simbad es esclavizado por el Viejo del Mar, que, cabalgando sobre sus hombros con sus piernas torcidas, rodea el cuello de Simbad y no lo deja escapar. De día y de noche, cabalga sobre él: Simbad vería con agrado su muerte. 
Finalmente, Simbad elabora vino y convence al Viejo del Mar de que lo beba. Cuando el Viejo del Mar se descuida, después de haberse emborrachado, Simbad lo mata y escapa. Un barco lo lleva a la ciudad de los simios, un lugar cuyos habitantes pasan cada noche en embarcaciones, mientras que su ciudad se abandona a la merced de unos monos antropófagos. Sin embargo, Simbad arroja rocas hacia los animales y estos responden lanzándole cocos. Simbad recupera su fortuna vendiendo los cocos y ganando riquezas, y al final encuentra una embarcación que lo lleva, una vez más, a Bagdad.

### El sexto viaje de Simbad el Marino

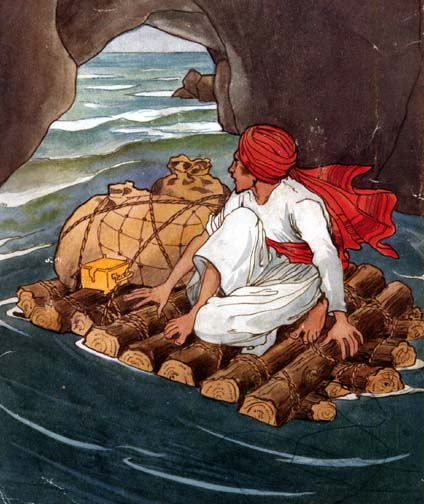
Simbad en la balsa, por René Bull.

"Mi alma anhela los viajes y el tráfico". Simbad vuelve a naufragar, esta vez de forma tan violenta que su buque se esfuma en pedazos por acantilados de gran altura. Carentes de alimentos, los compañeros de Simbad mueren, hasta que solo él queda vivo. Descubre un río y construye una balsa, que pasa por una caverna, debajo de los acantilados. El arroyo parece estar lleno de piedras preciosas y se percata de que en la isla hay más. Simbad se queda dormido por los viajes a través de la oscuridad y se despierta en una ciudad donde "los diamantes se encuentran en sus ríos y las perlas están en sus valles".
El rey se deslumbra con lo que Simbad le relata acerca del gran Harún y le pide que lleve varios regalos de vuelta a Bagdad en su nombre: 

Primeramente había una gran vasija tallada en un solo rubí de color admirable, que tenía medio pie de altura y un dedo de espesor. Esta vasija, en forma de copa, estaba completamente llena de perlas redondas y blancas, como una avellana cada una. Además, había un alfombra hecha con una enorme piel de serpiente, con escamas grandes como un dínar de oro, que tenía la virtud de curar todas las enfermedades a quienes se acostaban en ella. En tercer lugar había doscientos granos de alcanfor exquisito, cada cual del tamaño de un alfónsigo. En cuarto lugar había dos colmillos de elefante, de doce codos de largo cada uno y dos de ancho en la base. Y por último había una hermosa joven de Serendib, cubierta de pedrerías.

Y así, Simbad regresa a Bagdad, donde el Califa le hace muchas preguntas por los informes que Simbad le da de las tierras de Ceilán.

### El séptimo y último viaje de Simbad el Marino
El siempre inquieto Simbad zarpa una vez más, con el resultado habitual. Solo en una tierra desolada, Simbad hace una balsa, navega por un río y llega a una gran ciudad. El jefe mercader une a su hija con Simbad y los nombra sus herederos y, convenientemente, muere. Los habitantes de esta ciudad se transforman una vez al mes en aves y Simbad se sube a una de las personas-aves, que le lleva hasta la parte superior del cielo, donde escucha a los ángeles que glorifican a Dios: "me asombraba y exclamé: ¡Alabado sea Alá! ¡Alabar a la perfección de Alá!". Pero antes de terminar de decir estas palabras, llega un fuego del cielo, que consume a los hombres-aves. El hombre-pájaro sobre el que viaja Simbad se enoja con él y lo deja sobre una montaña, donde se reúne con dos jóvenes sirvientes de Alá que le dan una vara dorada para que rescate a uno de los hombres-pájaro de las fauces de una gigantesca serpiente.
Al regresar a la ciudad, Simbad se entera a través de su esposa de que los hombres-pájaros son demonios, aunque ella y su padre no son de su especie. Y así, a sugerencia de ella, Simbad vende todas sus posesiones y regresa con ella a Bagdad, donde por fin decide vivir tranquilamente disfrutando su riqueza, sin buscar más aventuras. 
Burton incluye una variante del séptimo cuento, en la cual Harún al-Rashid le pide a Simbad que lleve un regalo al rey de Serendib. Simbad responde: "Por Dios el Omnipotente, oh, mi Señor, he tomado una aversión a los viajes y cuando oigo la palabra 'viaje', mis extremidades tiemblan". Luego le cuenta al califa sus desafortunados viajes; Harún concuerda en que, con una historia de esas, solo él tiene el derecho de decidir sus viajes. Sin embargo, un mandato del califa lo convence y se organiza el séptimo viaje de Simbad, su único viaje diplomático.
El rey de Serendip está muy complacido con los regalos, que incluyen, entre otras cosas, la bandeja de comida del rey Salomón. En el viaje de vuelta ocurre la habitual catástrofe: Simbad es capturado y vendido como esclavo. Junto con su maestro le dispara a unos elefantes con arco y flecha, hasta que el rey de los elefantes le lleva al cementerio de los elefantes. El maestro se complace con las enormes cantidades de marfil que hay acumulado y, gracias a la habilidad del aventurero, regresan a Bagdad con oro y marfil. "Aquí me fui a ver al califa y después de saludarlo y besar sus manos, le informé de todo lo que me había ocurrido; de lo cual se alegró por mi seguridad y dio las gracias al Dios todopoderoso y ha hecho que mi historia sea escrita en letras de oro. Entonces me llevó a mi casa y se reunió con mi familia y hermanos y tal es el fin de las historias que me ocurrieron durante mis siete viajes. Alabado sea Dios, el Uno, el Creador, el Creador de todas las cosas en el Cielo y la Tierra!". 
Aquí Scheherazada concluye los cuentos de Simbad el Marino, con el rey Shahryar bien complacido y sin hacer más mención de Simbad el porteador.

## Versiones cinematográficas
Se han producido numerosas películas sobre el personaje. Particularmente famosas son las tres que constituyen la así llamada «trilogía de Simbad», que contó con los efectos especiales del célebre «mago del cine» Ray Harryhausen (1920-2013): Simbad y la princesa (The 7th Voyage of Sinbad, 1958), El viaje fantástico de Simbad (The Golden Voyage of Sinbad, 1973) y Simbad y el ojo del tigre (Sinbad and the Eye of the Tiger, 1977).
Cuenta con una adaptación animada de mano de Nippon Animation publicada en el año 1975 bajo el título de Simbad el Marino. 
Además de otra adaptación animada por parte del estudio de animación Dreamworks publicada en el año 2003 bajo el título Simbad: La leyenda de los siete mares dirigida por Patrick Gilmore y Tim Johnson. Cabe destacar la participación vocal del actor Brad Pitt en la voz del personaje de Simbad en el idioma original inglés.